# Hispania Ulterior

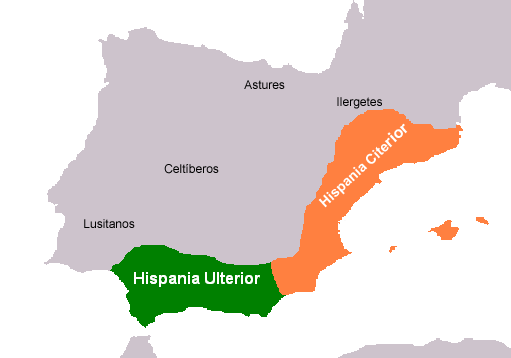
Prima împărţire romană a Hispaniei.

Hispania Ulterior a fost una dintre cele două provincii în care romanii au împărțit Hispania după cucerirea ei în 197 î.Hr.. Formată inițial din valea Guadalquivirului, a ajuns să includă toată partea de vest a Peninsulei Iberice. În anul 27, Augustus a împărțit Hispania Ulterior în două provincii: Baetica (Baetica) cu statut de provincie senatorială și Lusitania, provincie imperială.